# Clifton All Whites F.C.
Clifton All Whites FC là một câu lạc bộ bóng đá có trụ sở tại Clifton, Nottingham, Anh. Thành lập năm 1963, đội bóng hiện thi đấu tại United Counties League Division One.

## Danh hiệu

### Câu lạc bộ cấp cao
| Mùa giải | Giải đấu                       | Đội bóng         | Danh hiệu   |
| -------- | ------------------------------ | ---------------- | ----------- |
| 2005/06  | League Cup Senior Section      | Clifton FC       | Nhà vô địch |
| 2006/07  | Notts Senior League Division 1 | Clifton Reserves | Nhà vô địch |
| 2009/10  | Notts Senior League            | Clifton FC       | Nhà vô địch |
| 2011/12  | Central Midlands League Cup    | Clifton FC       | Á quân      |
| 2012/13  | Central Midlands League Cup    | Clifton FC       | Nhà vô địch |
| 2013/14  | Central Midlands League        | Clifton FC       | Nhà vô địch |
| 2016/17  | Notts Senior League            | Clifton FC       | Nhà vô địch |

### Câu lạc bộ trẻ
| Năm  | Giải đấu                     | Danh hiệu                   |
| ---- | ---------------------------- | --------------------------- |
| 1964 | Young Elizabethan League U12 | Nhà vô địch hạng đấu và Cup |
| 1964 | Notts Church League U14      | Nhà vô địch hạng đấu và Cup |
| 1965 | Young Elizabethan League U12 | Nhà vô địch hạng đấu và Cup |
| 1965 | Notts Church League U14      | Nhà vô địch hạng đấu và Cup |
| 1966 | Young Elizabethan League U12 | Nhà vô địch Cup             |
| 1966 | Young Elizabethan League U14 | Nhà vô địch hạng đấu và Cup |
| 1967 | Young Elizabethan League U12 | Nhà vô địch hạng đấu và Cup |
| 1967 | Young Elizabethan League U14 | Nhà vô địch hạng đấu và Cup |
| 1967 | Young Elizabethan League U16 | Nhà vô địch hạng đấu và Cup |
| 1967 | Notts Church League U14      | Nhà vô địch hạng đấu và Cup |
| 1967 | Notts Youth League U14       | Nhà vô địch hạng đấu và Cup |
| 1967 | Notts Youth League U16       | Nhà vô địch hạng đấu và Cup |
| 1968 | Young Elizabethan League U12 | Nhà vô địch hạng đấu và Cup |
| 1968 | Young Elizabethan League U14 | Nhà vô địch hạng đấu và Cup |
| 1968 | Young Elizabethan League U16 | Nhà vô địch hạng đấu và Cup |
| 1968 | Notts Youth League U16       | Nhà vô địch hạng đấu và Cup |
| 1968 | Notts Youth League U18       | Á quân                      |

## Thống kê
- Thành tích tốt nhất tại FA Trophy:
  - Vòng loại đầu tiên mùa giải 1972–73
- Thành tích tốt nhất tại FA Vase:
  - Vòng ba mùa giải 1975–76